# クリスタベル・リンド
クリスタベル・リンド（Christabel Lindo、1999年9月22日 - ）は、ケニアの女子ラグビー選手。

## プロフィール
- ケニア・ナイロビ出身。
- 身長 160cm、体重 75kg

## 略歴
2021年、東京五輪の7人制女子ケニア代表に選ばれた。